# 고베시 교통국 5000형 전동차
고베 시 교통국 5000형 전동차(일본어: 神戸市交通局5000形電車)는 2000년부터 운행하고 있는 고베 시 교통국 지하철 가이간 선의 전동차이다.

## 개요
2000년(헤세이 12년)부터 2001년(헤세이 13년)에 걸쳐 4량 편성 10개(40량)가 가와사키 중공업으로 제조되어, 2001년 7월 7일의 가이간 선 개업시부터 운행을 개시했다.
가이간 선은 리니어 지하철이며, 터널 단면적 축소 때문에 니시진・야마노테선용보다 한층 작은 차량이 되고 있다. 4량 편성의 전차가 전동차로 구성되지만, 장래의 승객 증가를 고려해 중간차 2량을 연결해 6량 편성에도 대응한다. 해안선 각 역의 홈 유효 길이도 6량 편성을 상정한 것으로 되어 있다.
설계에 있어서는, 세이신·야마노테선 차량의 기본 방침인 “안전성·효율성·쾌적성·차량 정비의 절력화”를 답습하면서
1. 편안하고 따뜻함이 느껴지는 차량
2. 사람 친화적이고 환경 친화적 인 차량
3. 아키노코 없는 심플한 디자인의 차량
4. 비용 절감, 유지 보수를 고려한 지능형 차량

의 4항목의 디자인 컨셉을 바탕으로 설계가 진행되었다.

## 차량 개요

### 외부
차체는 알루미늄 합금제 압출형재와 판재로 구성된 전체 용접 구조. 선두차는 중간차보다 200mm 길게 하고, 승무원실과 객실의 공간을 최대한 넓게 하는 할당으로 하고 있다. 차체의 측면은 창하의 위치에서 상부를 안쪽으로 3도 경사시킨 형상으로, 처마 부재를 거쳐 지붕부에 연결해 차량 한계 가득까지 폭, 높이 모두 커진 단면으로 하고 있다.
선두 형상은 선단부를 짜내, 상부 및 하부를 약간 후방으로 경사시킨 화살촉형의 유선형으로, 전면창은 정면으로부터 측면까지 크게 주위에 담긴 방담 유리를 사용. 전면 유리는 운전대 전면과 관통문 및 측면창의 3장으로 구성. 차체에는 접착 설치하고 있어 일체감 있는 디자인과 전면 시야를 배려한 구조로 하고 있다.
차외의 목적지 안내 설비로서 3색 LED식 목적지 표시기를 차량 선두와 차량 측면에 배치하고 있고, 정면의 목적지 표시기는 운행 번호의 표시도 실시하고 있다. 또한 목적지 표시기에는 해안선의 모든 역이 수록되어 있다.

### 내부
배색은 백색계의 청결감과 따뜻함이 있는 색조로 되었다. 1인당 450mm 폭의 버킷 타입의 롱 시트를, 차량 중앙부에 6명 걸어, 차량 양단에 4인 승 및 2인 걸어로 배치하고 있다. 2인용 객용 도어 부근은 휠체어 공간으로 되어 있다. 일반석은 적색계, 우선석은 오렌지색계 모두 따뜻한 색계의 모켓으로 마무리하면서 구분이 붙기 쉽도록 하고 있다. 발판의 소매부에는 돌목 조성형재의 특징적인 형태의 소매 구획을 마련하고 있다.
창유리는 투명, 강화의 복층 유리를 사용하고, 실내면을 미닫이문의 내면과 동일면이 되도록 미닫이문 본체에 접착 구조로 부착하고 있다. 모든 차량의 아내부에 미닫이문과 대형의 아내창을 마련하고 있어, 차내의 전망과 개방감을 갖게 하고 있다. 측창도 최대한 크게 잡혀 있다. 전선 지하선 때문에 니시진・야마노테선 차량과 같은 갑옷이나 커튼 등은 설치되어 있지 않다.
안내 장치로서는, 3색 LED식의 프리패턴 차내 안내 표시 장치와, LED가 매립된 노선도형의 표시 장치가 각 승강문 위에 치조 배치로 설치되어 있다[10]. 일본어・영어 혼합 표시에 대응. 안내 표시기의 내용과 노선도의 상태는 서로 링크되어 있어, 예를 들면 안내 표시기가 「곧(종점)○○」라고 표시되면, 노선도는 화살표 대신의 삼각형과 다음 역이 동시에 점멸하는 구조로 되어 있다. 모든 승강문에는 문개 예고 표시등이 오모이부의 좌우에 설치되어 있으며, 역 도착 전에 표시등에 의해 문이 열리는 방향을 안내함과 동시에 문이 개폐되기 직전에 도어차임이 울린다. 문 개폐시 신호에 부저를 사용하는 니시진・야마노테선용 차량과 달리, 당 형식에서는 제도 고속도 교통영단(현 도쿄 지하철)과 같은 타입의 도어차임을 사용하고 있다.

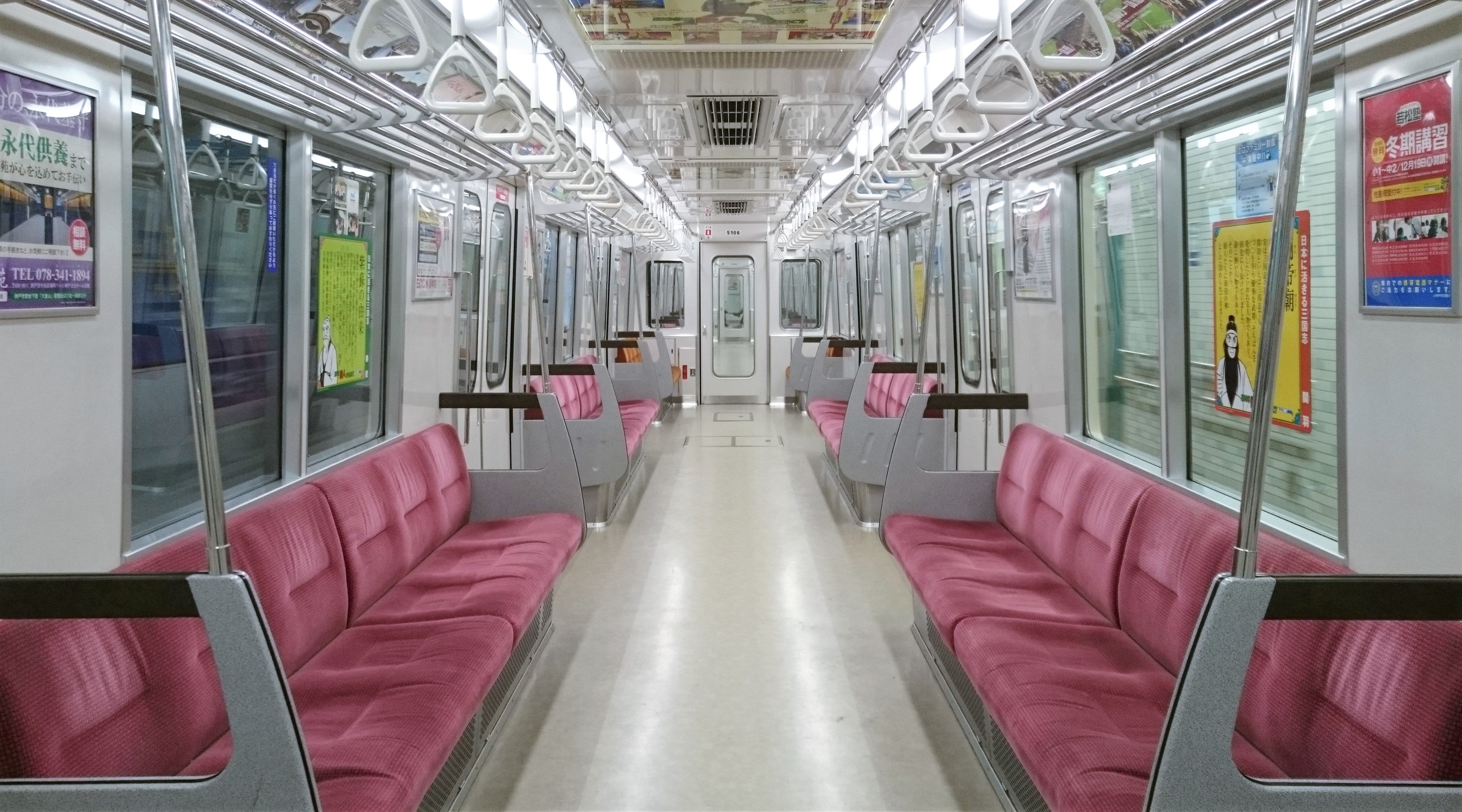
차내
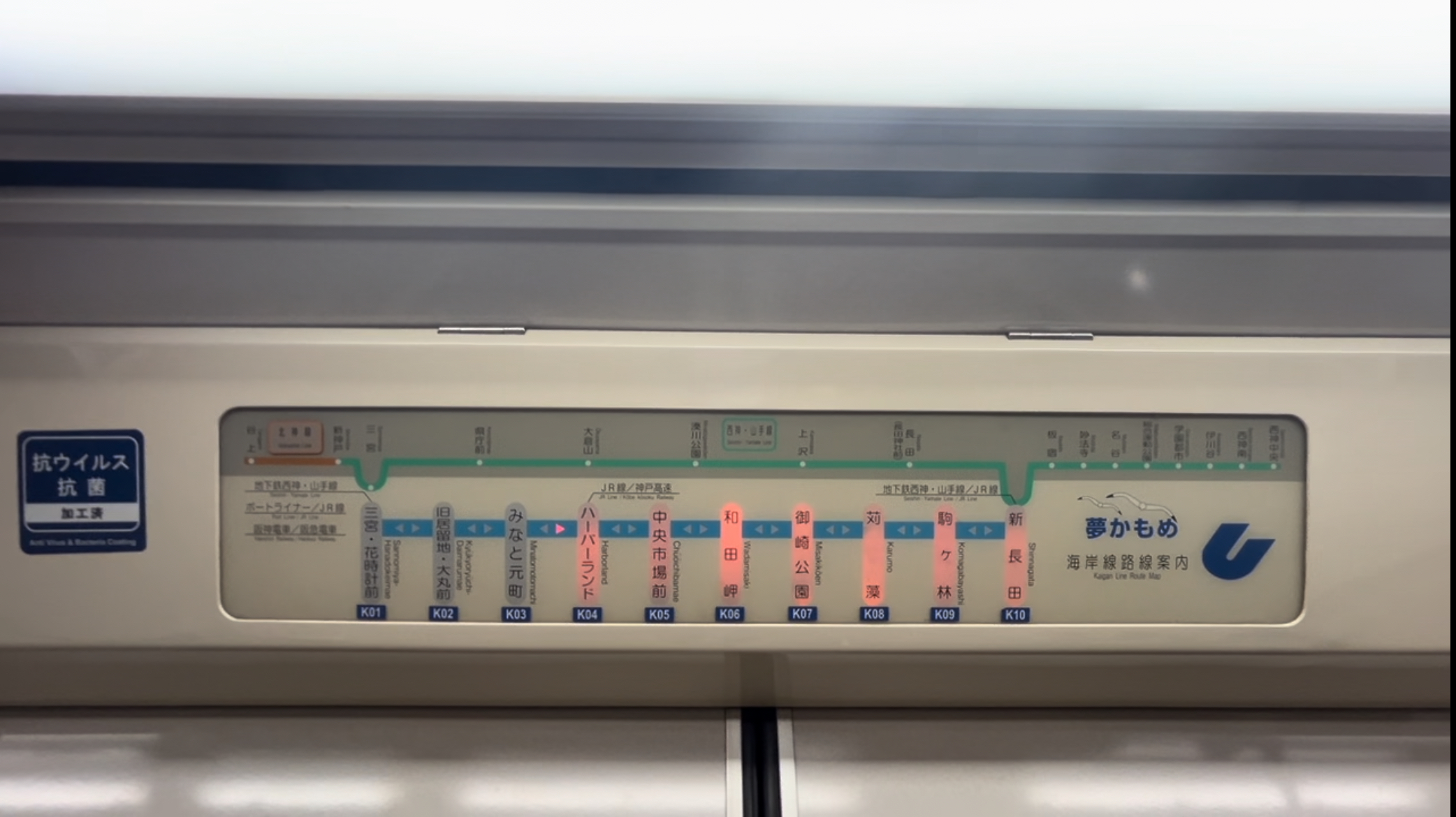
노선도식 차량 안내 표시장
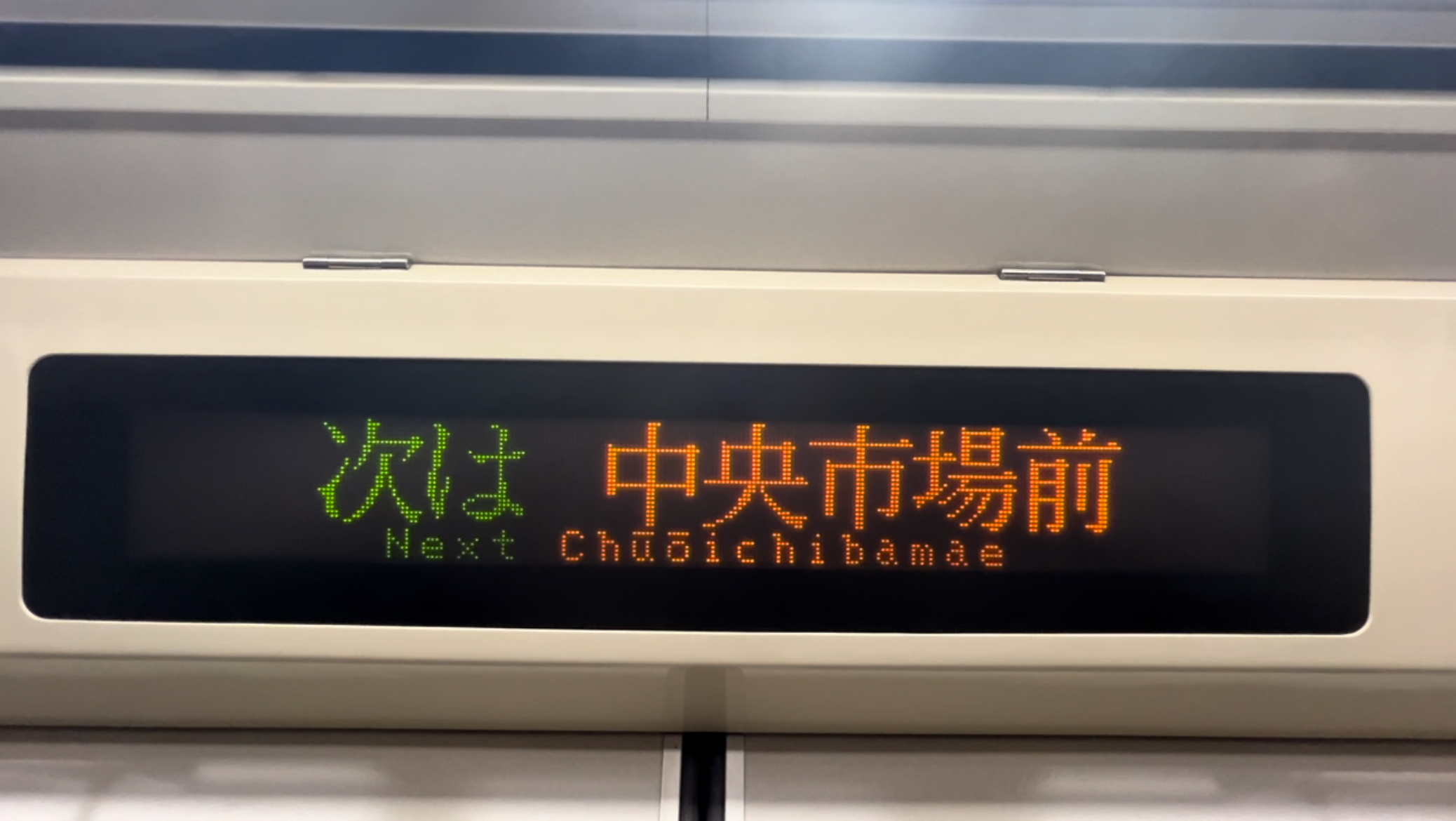
LED식 차량 안내 표시장

## 개조 공사
2016년(2016년) 1월 15일부터, 5105F, 5106F, 5107F의 3편성의 차내 조명을 LED화했다. 이에 따라 연간 약 6,100kWh의 전력 절감이 예상된다[17]. 덧붙여 그 외의 편성도 차례차 차내 조명이 LED화되고 있어 2016년도 중에 7편성의 LED화가 완료하고 있다.
2016년(헤세이 28년) 도중에, 전편성의 전조등이 실드 빔으로부터 LED로 변경되었다.

## 운영
2001년(헤세이 13년) 7월 7일, 해안선의 신나가타역 - 산노미야·하나시마치마에 역간 개업과 함께 영업 운전을 개시했다.

## 편성표
4호차(5400형)는 여성전용차량이다.
|      |      | ←신나가타 | ←신나가타 | 산노미야하나도케이마에→ | 산노미야하나도케이마에→ |
| 호차 | 호차 | 1         | 2         | 3                       | 4                       |
| ---- | ---- | --------- | --------- | ----------------------- | ----------------------- |
| 편성 | 1    | 5101      | 5201      | 5301                    | 5401                    |
| 편성 | 2    | 5102      | 5202      | 5302                    | 5402                    |
| 편성 | 3    | 5103      | 5203      | 5303                    | 5403                    |
| 편성 | 4    | 5104      | 5204      | 5304                    | 5404                    |
| 편성 | 5    | 5105      | 5205      | 5305                    | 5405                    |
| 편성 | 6    | 5106      | 5206      | 5306                    | 5406                    |
| 편성 | 7    | 5107      | 5207      | 5307                    | 5407                    |
| 편성 | 8    | 5108      | 5208      | 5308                    | 5408                    |
| 편성 | 9    | 5109      | 5209      | 5309                    | 5409                    |
| 편성 | 10   | 5110      | 5210      | 5310                    | 5410                    |